# ウエルナ・ヴェンツ
ウエルナ・ヴェンツ（Werna Wentz, 1928年4月24日 - 2009年9月29日）は、ヨーロッパのキャラクターを演じた俳優かつ写真家。
1928年にドイツのドレスデンで生まれ、1952年にドイツの新聞会社「Die Welt」で編集者として働いた。その後、日本に移り、海外の報道官や将校として東宝プロダクションに参加するまで、記事を書いた。1960年から1976年まで演技を行った。
1979年、東京に住んで西ドイツに戻るまでの体験談を書いた。1980年に引退し、1994年にバイエルンに引っ越した。2009年、ミュンヘンにて心臓病が原因で81歳の生涯を終える。

## 出演映画
- 青島要塞爆撃命令（1963年、古澤憲吾監督、東宝） - ランゲ大尉[1]